# 개각
개각, 내각 개편은 정부수반이 내각의 장관 구성을 순환시키거나 변경하는 경우 또는 국가원수가 정부 수장과 여러 장관을 변경할 때 발생한다. 이는 내각 수장이 별도의 입법 기관에 의해 승인되어야 하는 시스템보다 의원내각제에서 더 흔히 관찰되며 전제 정치 체제에서 자주 발생한다.
그림자 내각의 보직을 변경하기 위해 그림자 내각 개편이 발생할 수 있다.

## 의회 시스템에서
개각은 다양한 이유로 의회 시스템에서 발생한다. 사임, 퇴직 또는 사망한 목회자를 교체하기 위해 정기적으로 소규모 개편이 필요하다. 개각은 종종 낮은 투표율에도 불구하고 정부 수장이 정부를 "새롭게"하는 방법이기도 하다. 실적이 저조한 직원을 제거한다. 지지자들에게 보상하고 다른 사람들을 처벌한다. 집권당이 유지되더라도 선거 후에는 흔히 있는 일인데 총리가 선거를 통해 알 수 있는 여론을 읽으려면 개별 장관의 사임이나 선거 패배로 인한 변화 외에도 정책의 변화가 필요할 수 있기 때문이다. 마찬가지로, 이전 정당과 같은 정당에서 취임한 총리는 정책과 우선순위의 변화를 반영하기 위해 전임자와 매우 다른 부서를 임명할 수 있다. 예를 들어 전날 토니 블레어 총리가 떠난 후 2007년 6월 28일에 형성된 고든 브라운 정부가 있다.
개각은 또한 부서(및 장관직)를 생성, 폐지 및 이름 변경하고 부서 간 책임을 재할당할 수 있는 기회를 제공한다. 이는 새로운 우선순위를 반영하거나 효율성을 이유로 수행될 수 있다.